# العلاقات السعودية الطاجيكية
العلاقات السعودية الطاجيكية يقصد بها العلاقة التي تجمع بين المملكة العربية السعودية بجمهورية طاجيكستان.

## تاريخ العلاقة
بادرت السعودية لإقامة العلاقات السياسية والدبلوماسية مع جمهورية طاجيكستان رسميًا في 11 يناير 1992، وذلك بعد انهيار الاتحاد السوفيتي وإعلان جمهورية طاجيكستان عن استقلالها في 9 سبتمبر 1991. تعد المملكة من أوائل الدول العربية التي اعترفت بجمهورية طاجيكستان وباشرت في إقامة علاقات دبلوماسية معها توجت بافتتاح سفارتي البلدين في الرياض عام 2008 وفي دوشنبيه عام 2010، وبالرغم من أن البلدين وقعا عام 2003م اتفاقية عامة للتعاون في المجالات الاقتصادية والتجارية، إلا إن هذه الاتفاقية لم تُفعل مجالاتها وبالتالي فان التعاون بينهما محدود جدا ، فليس هناك تبادل تجاري يذكر وتقتصر العلاقات على بعض المساعدات الإنمائية والاغاثية التي قدمتها المملكة من خلال الصندوق السعودي للتنمية والهلال الأحمر السعودي، إضافة إلى عشرات من الطلبة الطاجيك الذين يتلقون تعليمهم في بعض الجامعات السعودية وزوار الحرمين الشريفين من الحجاج والمعتمرين.
في 3 يناير 2016 وقع البلدان بحضور الملك سلمان بن عبد العزيز والرئيس الطاجيكي إمام علي رحمن 5 اتفاقيات، شملت: مذكرة تفاهم بين حكومتي السعودية وطاجيكستان تنص على التعاون في مجال مكافحة الجريمة، كما تم توقيع اتفاقية عامة في مجال العلوم والتقنية، وتم توقيع اتفاقية تعاون في مجال الرياضة والشباب، ومذكرة تعاون علمي وتعليمي في مجال التعليم، بالإضافة إلى توقيع اتفاقية في مجال خدمات النقل الجوي.

## التعاون الاقتصادي
أنشأ البلدان مجلس الأعمال السعودي الطاجيكي،الذي يعقد بشكل سنوي، والذي يتبع لمجلس الغرف السعودية، وقد عقد أولى دوراته في 27 يونيو 2011م، في دوشنبيه عاصمة جمهورية طاجيكستان.